# 후니 (가수)
후니(본명: 최명훈, 1972년 6월 20일 ~ )는 대한민국의 가수이다.

## 음반
- 2011년 Cupid - 큐피트

## 홍보대사
- 2015년 전라남도 보성군 홍보대사

## 수상
- 2015년 제21회 대한민국 연예예술상 성인가요 신인상 (후니용이)